# Колыбабинцы
Колыба́бинцы (укр. Колибабинці) — село на Украине, находится в Хмельницком районе Винницкой области.
Код КОАТУУ — 0524882903. Население по переписи 2001 года составляет 649 человек. Почтовый индекс — 22072. Телефонный код — 4338.
Занимает площадь 2,9 км².
В селе действует храм Великомученика Димитрия Солунского Хмельницкого благочиния Винницкой епархии Украинской православной церкви.

## Адрес местного совета
22073, Винницкая область, Хмельницкий р-н, с. Кривошеи, ул. Чапаева, 23